# Епоксисполуки
Епо́ксисполу́ки (рос. эпоксисоединния, англ. epoxy compounds) — хімічні сполуки, в яких атом O безпосередньо приєднаний до двох суміжних або несуміжних вуглецевих атомів вуглецевого ланцюга або циклічної системи; отже це циклічні етери.
Термін епоксиди репрезентує субклас епоксисполук, які містять насичений тричленний циклічний етер; отже це оксиранові похідні.
Приміром, 1,2-епоксипропан або 2-метилоксиран (епоксид), 9,10-епокси-9,10-дигідроантрацен (епоксидна сполука).
Такі сполуки легко реагують з Н-нуклеофілами з розкриттям епоксидного кільця і утворенням відповідних продуктів приєднання. З лугами оксирани дають гліколі, зі спиртами — оксиефіри, з амінами — аміноспирти, з галогенідами водню — галогенгідрини. Відновлюються до спиртів.
Виступають як алкілюючі засоби. Бісепоксидні сполуки здатні до гетеролітичної полімеризації під дією кислот та основ (амінів, похідних імідазолу).